# José Porunnedom
Mar José Porunnedom (* 13. März 1956 in Vettimattam, Idukki, Indien) ist ein indischer Geistlicher und syro-malabarischer Bischof von Mananthavady.

## Leben
José Porunnedom studierte am Kleinen Seminar in Tellicherry, am Priesterseminar in Aluva und an der Päpstlichen Universität Urbaniana. Er empfing am 22. Dezember 1982 in seiner Heimatpfarrei Malome das Sakrament der Priesterweihe. Anschließend arbeitete er als Seelsorger in Kottiyoor, war Vikar in Santhigiri, Sekretär von Bischof Jacob Thoomkuzhy und Kanzler der Diözese Tellicherry. Im Jahr 1986 wurde er nach Rom entsandt und erlangte dort einen Doktorgrad des Orient-Instituts in Kanonischem Recht.
Am 18. März 2004 ernannte ihn Papst Johannes Paul II. zum Bischof von Mananthavady. Der syro-malabarische Großerzbischof von Ernakulam-Angamaly, Varkey Kardinal Vithayathil CSsR, spendete ihm am 15. Mai desselben Jahres die Bischofsweihe; Mitkonsekratoren waren der Erzbischof von Tellicherry, George Valiamattam, und der Erzbischof von Trichur, Jacob Thoomkuzhy.